# Jacopo Sadoleto

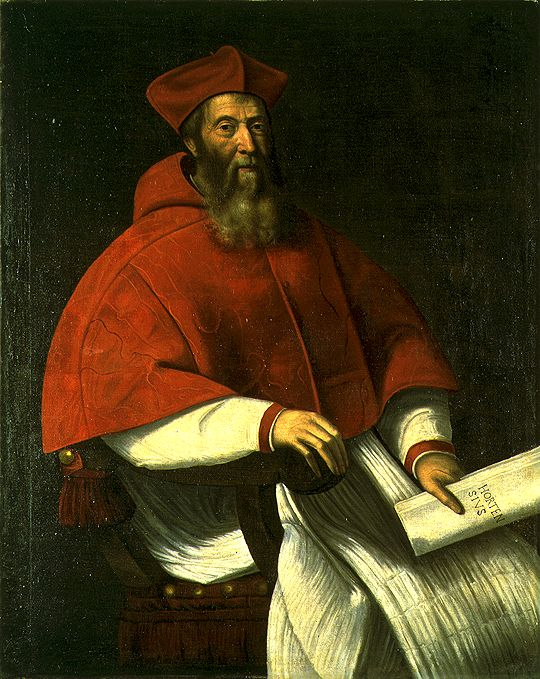
Jacopo Sadoleto.

Jacopo Sadoleto (Módena, 1477 - Roma, 18 de octubre de 1547) fue un eclesiástico y humanista italiano.

## Biografía
Nacido en Módena en 1477, fue hijo de un notable jurista. Se abocó a los estudios de humanidades y adquirió una reputación como poeta neolatino; su trabajo más conocido fue uno acerca del grupo de Laocoonte. En Roma obtuvo la protección del cardenal Carafa, volcándose a la carrera eclesiástica. El papa León X lo eligió como uno de sus secretarios, junto con Pietro Bembo, y en 1517 lo hizo obispo de Carpentras.
Fiel servidor del Papado, fue enviado como negociador en varias ocasiones. Uno de sus mayores logros fue la pacificación de los protestantes, lograda por intermedio de la persuasión y por presentar a la doctrina católica desde una perspectiva conciliatoria.
Sadoleto fue nombrado cardenal el 22 de diciembre de 1536, por el papa Paulo III.

## Obras
Escribió una Carta a los romanos (1535), su obra más conocida.
Sus principales escritos se publicaron en Maguncia en 1607 e incluyeron además de sus obras teológicas - irónicas, una colección de Epístolas, un Tratado de Educación y una defensa de la filosofía titulada Phaedrus (Fedro) sive de Laudibus philosophiae escrita en 1533 y publicada en Lyon en 1538. La mejor edición de sus obras es la publicada en Verona (1737-1738).